# Metandrocarpa asymmetra
Metandrocarpa asymmetra is een zakpijpensoort uit de familie van de Styelidae. De wetenschappelijke naam van de soort is voor het eerst geldig gepubliceerd in 2001 door Monniot, Monniot, Griffiths & Schleyer.